# Torre Pey Berland

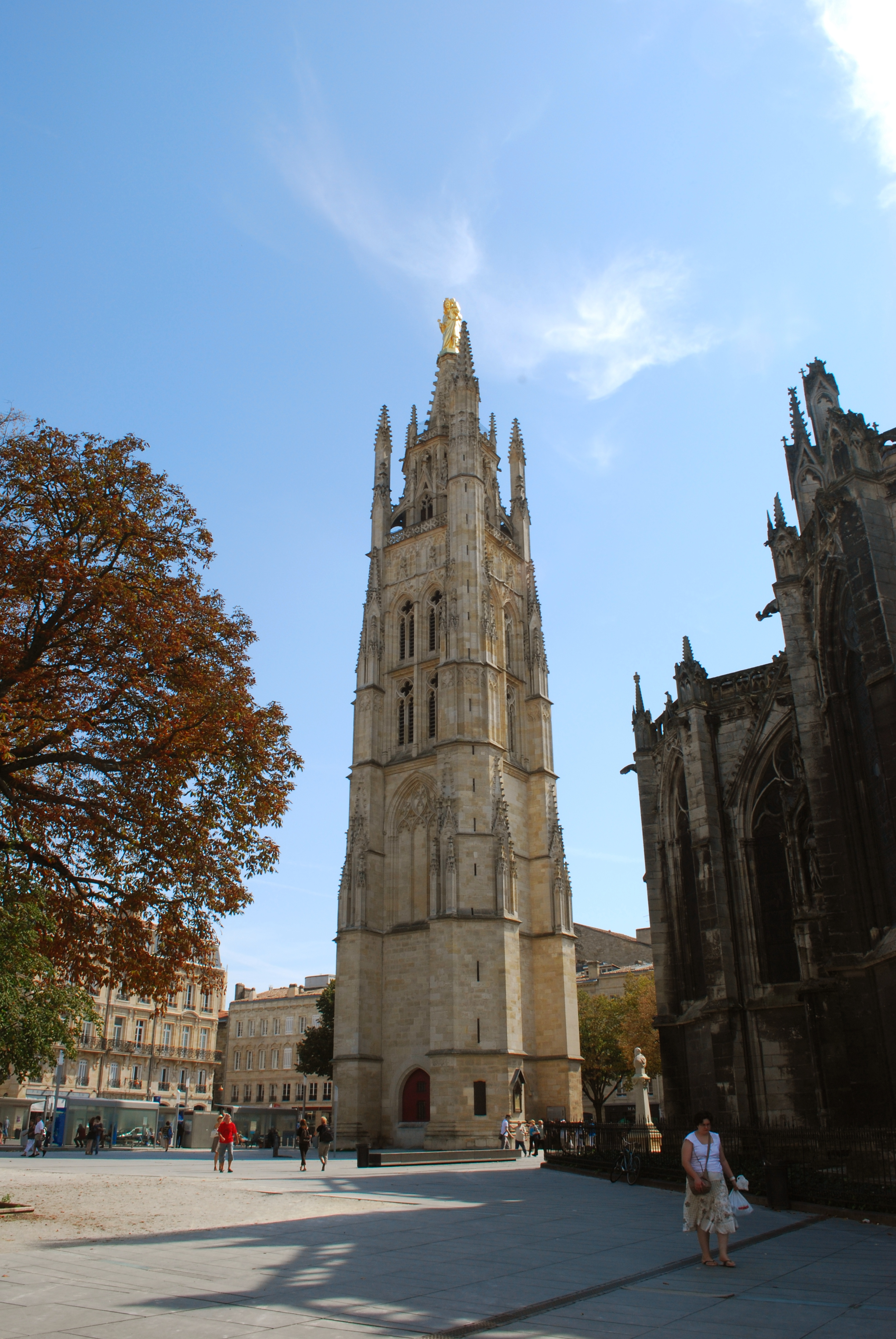
Torre Pey Berland

La torre Pey Berland (Tour Pey Berland in francese) è una torre in stile gotico situata nel centro di Bordeaux, capoluogo della regione Aquitania, ed è il campanile della cattedrale di Saint André. Prende il nome dall'arcivescovo bordolese Pey Berland, vissuto tra il XIV e il XV secolo. 
È alta 66 metri e dispone di quattro livelli accessibili da un'unica scala a chiocchiola di 231 gradini: il pianoterra, una cella campanaria, e due terrazze dalle quali si ha una vista della città a 360° (la prima è posta a 40 metri di altezza, la seconda a 50 metri).
Classificata monumento storico nel 1848, la torre fa parte della lista dei patrimoni dell'umanità insieme a tutti gli altri monumenti del centro storico di Bordeaux.

## Storia
La torre è stata costruita tra il 1440 e il 1450 per iniziativa del vescovo Pey Berland. La decisione di costruire un campanile non adiacente alla chiesa era dovuta ai segni di cedimento della cattedrale, costruita su una zona paludosa; nel XVI secolo, la navata venne rinforzata da otto archi di spinta massicci.
Già danneggiata da una tempesta verso il 1667, la torre rischia di essere distrutta nel 1790 per permettere l'ampliamento delle strade fino ad essere venduta durante la rivoluzione francese e adibita a fabbrica di pallini da caccia. La statua d'oro della Madonna situata sulla cima della torre, chiamata “Notre-Dame d’Aquitaine”, alta 6 metri e pesante 1,3 tonnellate, è stata realizzata nel 1863 dall'orafo francese Jean-Alexandre Chertier.

La torre Pey-Berland torna ad essere un campanile nel 1851, anno in cui venne acquistata dal cardinale Donnet e in cui vennero installate tre campane e un campanone, in seguito sostituito da un altro campanone a causa del peso eccessivo e dell'incrinazione.
Nel 1925, i campanari vennero sostituiti dai motori elettrici.
Tra il 2002 e il 2003 la torre ha beneficiato di un restauro finanziato dallo stato.